# 内田誠 (実業家)
内田 誠（うちだ まこと、1966年7月20日-）は、日本の実業家。日産自動車取締役兼代表執行役社長兼CEOを歴任。日本自動車工業会副会長。

## 経歴
東京都生まれ。父親の仕事で、小学1年生から5年生までをエジプトのカイロで、中学2年生から高校2年生までをマレーシアで過ごした。帰国後は帰国子女を受け入れていた同志社国際高校に進学し、1991年3月同志社大学神学部卒業。世界を相手にダイナミックな仕事をしたいという思いを元に同年4月、日商岩井（現・双日）に入社。同社では機械部門に配属された後に自動車部門へと移り、フィリピンに5年間駐在した。現地では当時、日商岩井と三菱自動車工業が設立していた合弁企業に勤務していた。
2003年、ヘッドハンディングではなく、自らの意思で日産に転籍。理由としては、「もっとグローバルな仕事がしたいと思い、もう1回何かやるなら自動車関係をやってみたいと、門をたたいたのが日産でした」と述べている。なお、その当時、日産について「グローバルでダイバーシティー（多様性）に富んだ会社」という印象を持ったと述べている。入社直後は厚木テクニカルセンターの購買部門にて部品の購買と調達を担当した。2016年に同社常務執行役員に就任、ルノー・日産・三菱アライアンスの購買を担当した。大韓民国へ出向した際にはルノーの韓国工場で製造したエクストレイルを北米市場へ輸出するプロジェクトを率い、徹底的にコストを下げ、ビジネス効率を高めて多大な利益をもたらした。これは社内では当時“アライアンスの成功事例のひとつ”と評された。そして2018年、同社専務執行役員に昇格するとともに、東風汽車有限公司の総裁に就任した。

## 日産CEOとして

### 混乱の中で始まったCEO任期
2019年12月に同社専務執行役員から昇格し、日産自動車代表執行役社長兼最高経営責任者に就任した。ルノー出身で三菱自動車工業から転籍したインド人のアシュワニ・グプタCOOと日産生え抜きで長らく技術畑を歩んできた関潤COOが支える体制は「3頭体制」「トロイカ体制」と呼ばれた。当時の日産はカルロス・ゴーン前会長が東京地検特捜部に金融商品取引法違反等の罪で逮捕されたことや、先代の西川廣人代表執行役社長兼最高経営責任者が不正報酬問題で辞任したことの影響で経営が混乱していた上にブランド力も低下しており、業績が低迷していた。更に就任直後に関潤COOが突如辞任し日本電産に移籍するという事態が発生し、トロイカ体制は崩壊してしまった。また、その他多数の役員が日産を見限って他社に移籍し、まさに日産は泣きっ面に蜂といった状況下でCEOとしての任期がスタートした。

### NISSAN NEXT
彼の指導の下、再建への取り組みを始めた日産だったが、そこに突如として新型コロナウィルスという逆風が吹くことになる。ただでさえ業績が低迷していたにも関わらず全世界での外出自粛の動きにより自動車が売れなくなり完全に八方塞がりの状態になった。そのような状況下で2020年5月28日に発表した2019年度決算で日産は1992年決算以来27年ぶりの巨額の赤字決算に転落した（総額6712億円）。そこで内田は事業構造改革計画「NISSAN NEXT（ニッサン ネクスト）」を発表した。
NISSAN NEXTの概要は、
- 生産能力の最適化を図るため、生産能力を20%削減し年間540万台体制とすることで効率化を推進する。
- 生産ラインの削減と一部拠点を閉鎖する（バルセロナ・インドネシア工場）。その他の工場は稼働率80%以上を維持する。
- 商品ラインアップを効率化するため2023年度までに車種数を20パーセント削減する。
- 老朽車が目立っていたためモデルのライフサイクルを4年以下に短縮。
- 今後は売れ筋であるC,DセグメントやEV、スポーツカー分野に集中。
- コスト削減の一環として固定費を2018年度比で3000億円削減する。
- 選択と集中のために、日本・北米・欧州・中国のコアマーケットに集中する。
- 18か月以内に「ローグ」「ノート」「フロンティア」「アリア」「Z」などの12の新型車種を順次導入していく。

の8つである。それ以降、日産は同年6月15日に発表したローグを皮切りに次々に新型車を導入した。例えば北米市場では2019年時点で6車種だったSUVのラインアップが2021年10月時点では1車種増えて7車種になり、また元の6車種のうち4車種がモデルチェンジされた。その他の市場でも「ナバラ」「ノート」などの新型車の導入が順調に進められた。なお内田はZの発表の直後に自らプロトタイプのハンドルを握り、日産のテストコースを走行している。また業績低迷の原因に一つに北米市場にてモデルチェンジのサイクルを伸ばし、インセンティブを積み増して過剰な値引きを行ったことによる薄利多売があり、これを教訓に日産は新型車の導入を元にして値引きを抑えることにも取り組んだ。
2020年7月15日、日産はブランドイメージの刷新の狙って新CIを導入し、ブランドロゴが19年ぶりに一新された。予定した2工場の閉鎖のうち、バルセロナ工場に関しては当初は労働組合側と日産側で対立が生じ2021年末まで閉鎖が延期された。なお2021年10月に中国の長城汽車とバルセロナ工場の売却の交渉を始めた。インドネシアの工場は2020年5月時点で閉鎖済みである。
このような内田主導の改革が功をなし、翌2020年度決算では新型コロナウィルスの影響により減収減益になったものの、NISSAN NEXTで掲げた損益分岐点の引き下げ、生産能力の削減、新型車の導入に成功した。事実3000億円以上のコスト削減に成功している。そして2021年度第一四半期決算にて日産は3年ぶりに業績が黒字に転換した。その後も日産の業績は回復傾向であり、2021年度上期決算においても引き続き黒字を維持している。また同日に11月29日に日産の長期ビジョンを発表すると予告した。
2021年11月18日に日本自動車工業会の副会長に就任した。
2024年以降、北米販売の低迷などを理由に業績が再び悪化しており、2025年3月期の連結純損益が800億円の赤字に転落する見通しとなった。また、2024年12月よりホンダと日産の経営統合を目指し、ホンダ側と協議を重ねていたが結果的に破談となった。これらを要因とする経営の混乱を受け内田は早期の辞任を示唆した。2025年7月に日産自動車追浜工場の生産終了が発表され、退職金6億4千600万円を受領して退職することが明らかとなった。

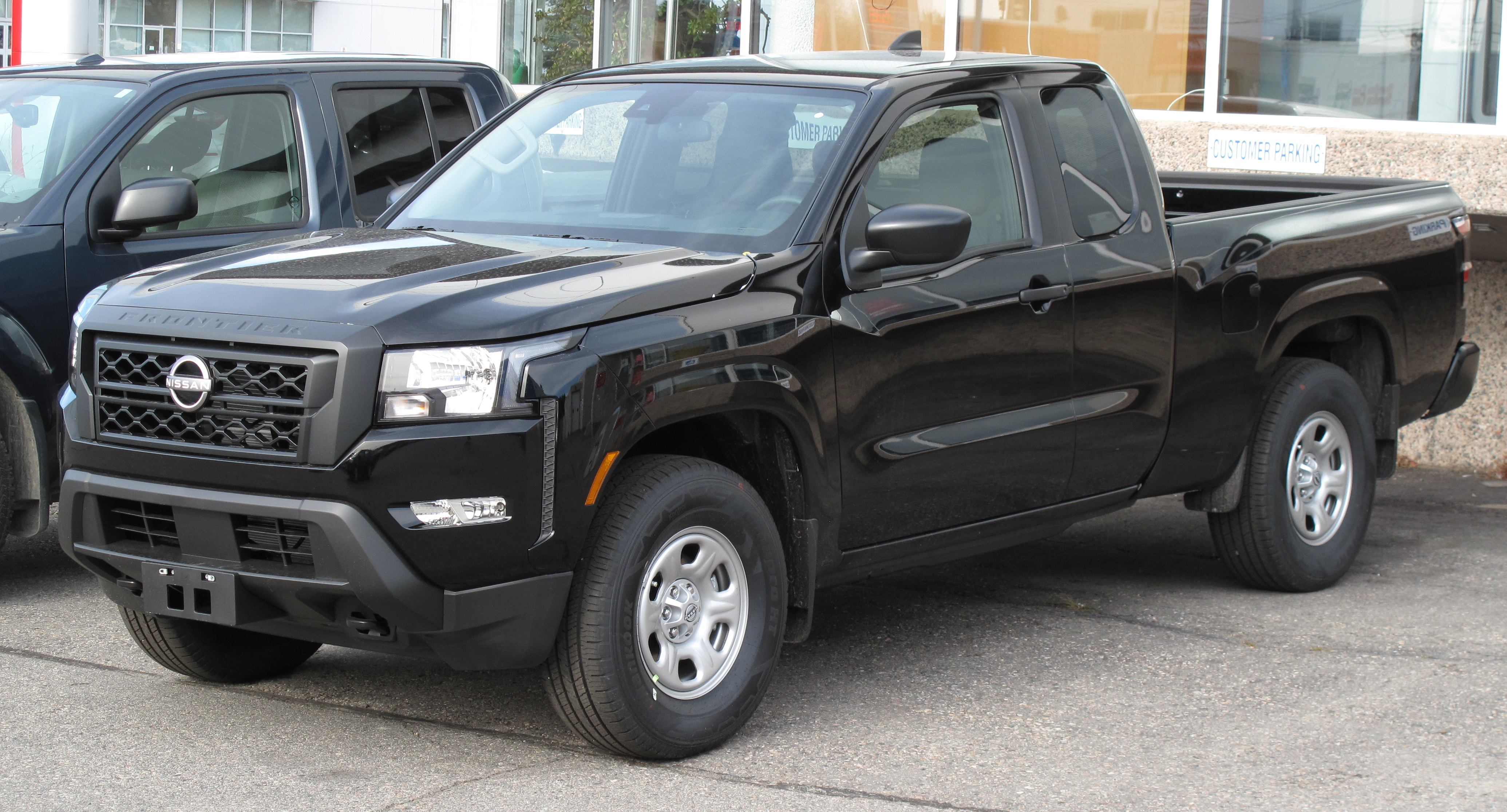
フロンティア。長い間モデルチェンジを受けておらず、モデルライフが異常に長期化していた。
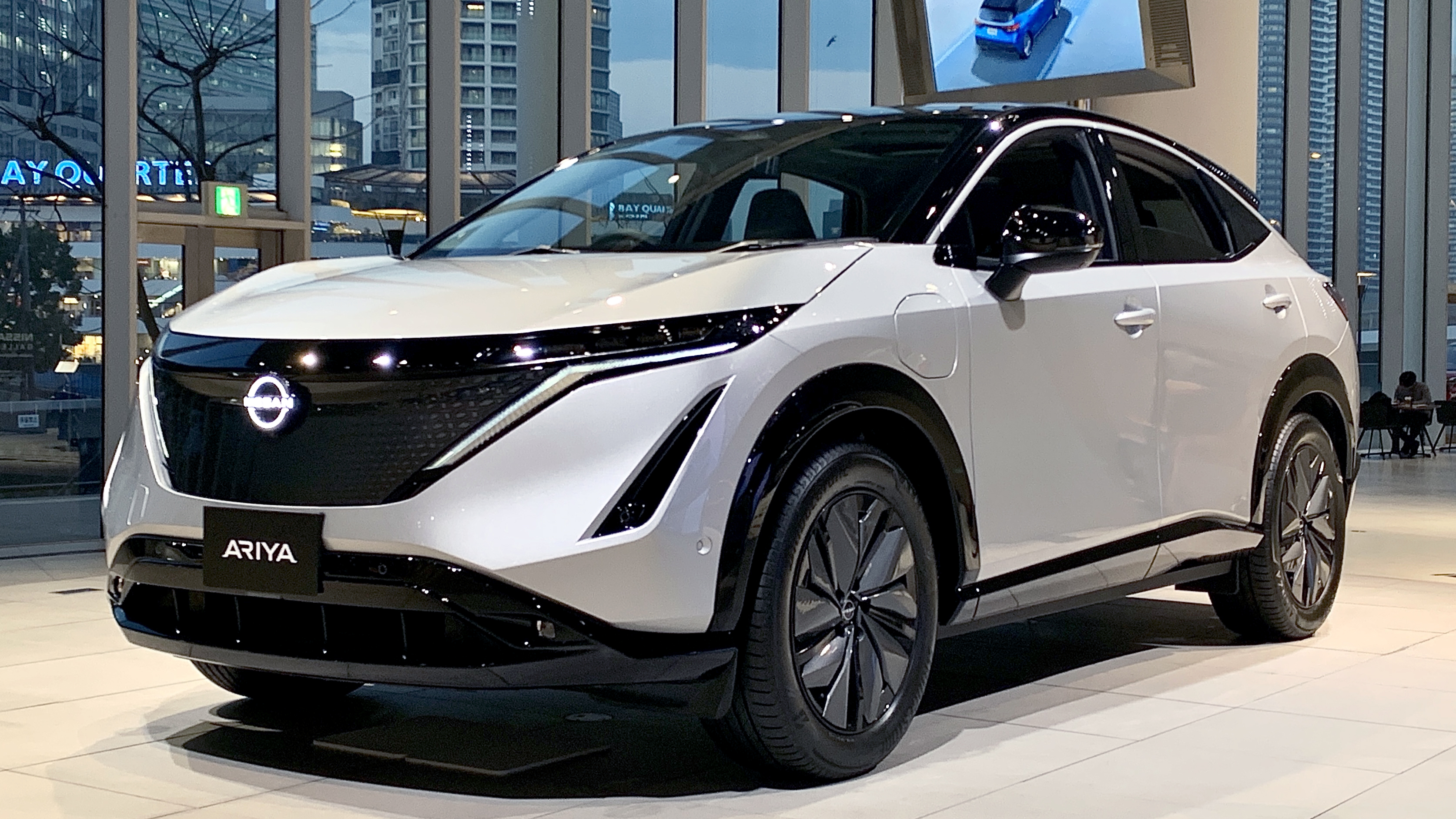
アリア。同社初のクロスオーバーEVである。
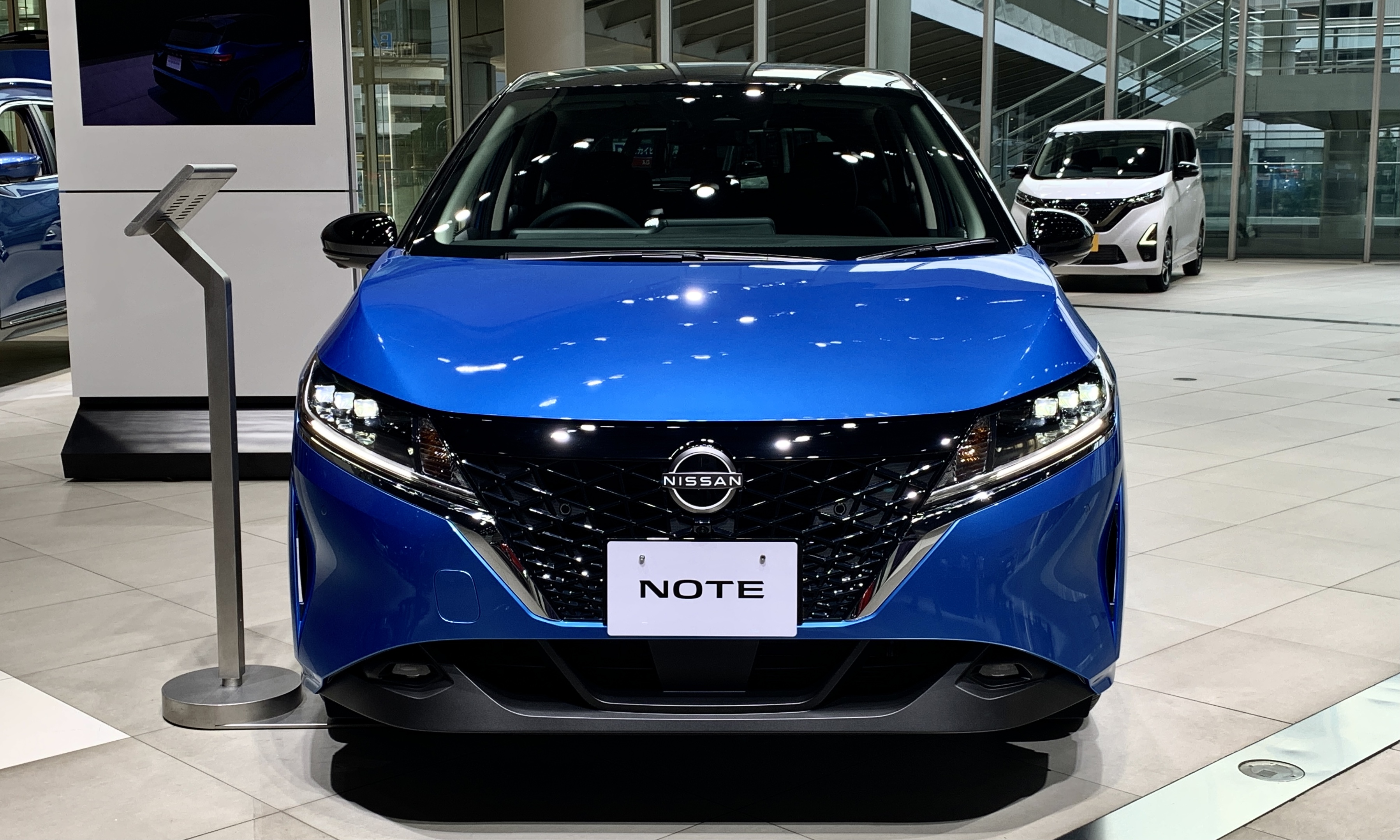
ノート。FMCでe-POWERのみとなった。一台当たりの利益の高める戦略を採用している。
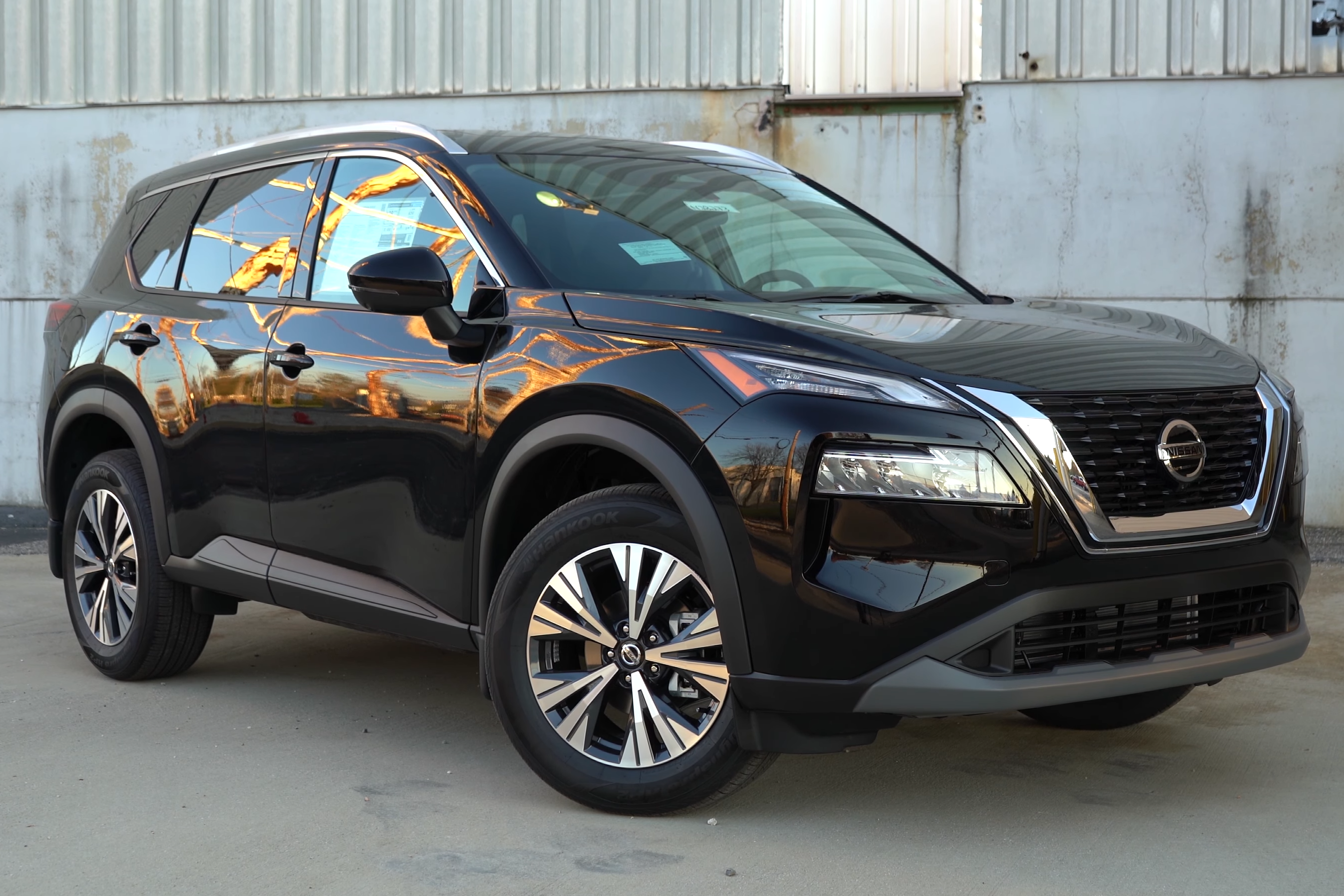
ローグ（エクストレイル）。日産の世界戦略車でモデルチェンジが進行中。
2020年から採用されたCI。従来のものと比べて水平基調となった。

## 人物

### 車との関わり
車好きである。整備を自身で行い自らの手で塗装まで手がけ、ユーザー車検を通している。日商岩井（現双日）に勤めていた際はマニュアルトランスミッション仕様のZ32フェアレディZを所有していた。彼が初めて購入した車であり、「日産の車は非常にワクワクする。」「スポーツカーは体の一部である。」と述べている。2020年にZのプロトタイプが発表された際には当時の彼がフェアレディZに乗っている写真が写し出された。車好きとしての原点は、漫画『サーキットの狼』であり、小学生時代に住んでいたエジプト・カイロの友人宅で、夢中で読みふけったという。その後中学2年生の時にマレーシアのインターナショナルスクールに留学した際は現地でアルバイトをして貯めたお金で中古のモトクロスバイクを手に入れた。日産へ入社した直後は商社時代に所有していた大排気量の輸入車を手放してマーチを購入し乗っていた。現在は中国に赴任する前に購入した日産の初代リーフに乗っている。

## 経歴の一覧
- 1991年4月 - 日商岩井（現・双日）入社。
- 2003年10月 - 日産自動車入社。
- 2006年4月 - 日産自動車RNPO主担。
- 2012年9月 - ルノーサムスン自動車会社。
- 2014年4月 - 日産自動車プログラム・ダイレクター。
- 2016年11月 - 日産自動車常務執行役員（CVP）アライアンス購買担当。
- 2018年4月 - 日産自動車専務執行役員、東風汽車有限公司総裁。
- 2019年4月 - 日産自動車専務執行役員、中国マネジメント コミッティ（MC CHINA）担当、東風汽車有限公司総裁。
- 2019年5月 - 日産自動車専務執行役員、中国マネジメント コミッティ（MC CHINA）議長、東風汽車有限公司総裁。
- 2019年12月 - 日産自動車代表執行役社長兼最高経営責任者[1]。
- 2020年2月 - 日産自動車取締役兼代表執行役社長兼最高経営責任者。
- 2022年 - 日本自動車工業会副会長[29]。
- 2025年3月- 日産自動車代表執行役社長兼最高経営責任者を退任。
- 2025年4月 - 日産自動車取締役。
- 2025年6月 - 日産自動車取締役を退任。